# Фридрихсхафен
Фридрихсхафен град је у њемачкој савезној држави Баден-Виртемберг. Једно је од 23 општинска средишта округа Бодензе. Посједује регионалну шифру (AGS) 8435016. Град се налази на северној обали Боденског језера.

## Географски и демографски подаци
Град се налази на надморској висини од 400 метара. Површина општине износи 69,9 km².

## Становништво
У самом граду је, према процјени из 2010. године, живјело 58.848 становника. Просјечна густина становништва износи 842 становника/km².

## Међународна сарадња
| Мјесто            | Држава              | Врста сарадње | Од    |
| ----------------- | ------------------- | ------------- | ----- |
| Делицш            | Немачка             |               | .     |
| Пиорија           | САД                 | партнерство   | 1976. |
| Цучијура          | Јапан               | пријатељство  | 1991. |
| Кестхељ           | Мађарска            | контакт       | 2000. |
| Сен Дије де Вогез | Француска           | партнерство   | 1973. |
| Сарајево          | Босна и Херцеговина | партнерство   | 1972. |
| Империја          | Италија             | пријатељство  | 2009. |
| Нанјинг           | Кина                | контакт       | 2006. |
| Полоцк            | Бјелорусија         | партнерство   | 1990. |
| Извор             |                     |               |       |